# レフ・シュテルンベルク
レフ・ヤコヴレヴィチ・シュテルンベルク（ロシア語: Лев (Хаим Лейба) Яковлевич Штернберг、英語: Lev Yakovlevich Shternberg、1861年4月21日 - 1927年8月14日）はユダヤ系ロシア・ソ連の民族学者。　

## 経歴
1861年、ロシア帝国ジトーミル（現ウクライナジトミール州）生まれ。ペテルブルク大学で物理と数学を専攻した後、オデッサのノヴォロシア大学（現：オデッサ大学）で法律を学ぶ。
ナロードニキ運動から派生した組織人民の意志に参加、組織の雑誌の編集に携わる。1886年4月27日、逮捕され、オデッサにおいて3年間刑に服した後、1889年から1897年までサハリンへ流刑となり、その間、シベリア、サハリンで、アメリカ自然史博物館の為にニヴフ、ウィルタ、アイヌの言語・親族・宗教などを研究した。サハリン滞在中、1891年にブロニスワフ・ピウスツキと知り合う。 
1927年、ペテルブルク地方のドゥデルゴフで亡くなる。